# Walter Lewy
Walter Lewy (Bad Oldesloe, 1905 - São Paulo, 1995) foi pintor, gravador, ilustrador, paisagista, desenhista e publicitário brasileiro, nascido na Alemanha.

## Biografia
Walter Lewy estudou na Escola de Artes e Ofícios de Dortmund, na Alemanha, entre 1923 e 1927. Realizou sua primeira exposição individual em Bad Lippspringe, em 1932, mas ela foi fechada quando a Câmara de Arte Alemã proibiu a participação de judeus na vida artística. Veio para o Brasil em 1938, deixando para trás centenas de trabalhos que, enviados para a Holanda, foram perdidos durante bombardeio, radicando-se em São Paulo.

## Trajetória
Expôs individualmente no ateliê de Clóvis Graciano em 1944. Entre as exposições das quais participou, destacam-se:
- Salão do Sindicato dos Artistas Plásticos, São Paulo, 1942/1947.
- Bienal Internacional de Arte de São Paulo, várias edições entre 1951 e 1975.
- 1º e 2º Salão Nacional de Arte Moderna, Rio de Janeiro, 1952/1957.
- Salão Paulista de Arte Moderna, São Paulo, várias edições entre 1952 e 1965.
- Premissas 3, na Fundação Armando Álvares Penteado, Faap, São Paulo, 1966.
- Retrospectiva - 35 Anos de Pintura no Brasil, no Museu de Arte de São Paulo, Masp, 1974.
- Após sua morte, suas obras figuraram na mostra O Mundo de Mário Schenberg, na Casa das Rosas, São Paulo, 1996.